# Houvin-Houvigneul
Houvin-Houvigneul é uma comuna francesa na região administrativa de Altos da França, no departamento de Pas-de-Calais. Estende-se por uma área de 8,66 km². Em 2010 a comuna tinha 239 habitantes (densidade: 27,6 hab./km²).